# Luigi Marescalchi
Luigi Marescalchi (1er février 1745 à Bologne - 1812 à Marseille) est un compositeur et éditeur de musique italien, actif à Venise et Naples.

## Biographie
Luigi Marescalchi étudie la musique avec le grand théoricien Martini dans sa ville natale. Ses œuvres ultérieures, notamment ses ballets « révèlent l'excellente connaissance du contrepoint ».
Il est en Espagne au milieu des années 1760 et rencontre Boccherini en 1768. Il est possible que ce soit par ce biais que Marescalchi collabore plus tard avec le beau-frère de Boccherini, le danseur et chorégraphe Onorato Viganò, à Venise quelques années plus tard.

### Venise
C'est vers 1770 à Venise que Luigi Marescalchi commence à publier et probablement au milieu de l'année 1773, qu'il s'associe au compositeur et violoniste vénitien Carlo Canobbio (1741–1822), mais la production s'arrête temporairement vers 1775 pour une dizaine d'années où il se consacre à la composition. Environ soixante-dix œuvres sont gravées (dont quatre sont inconnues) : Anfossi, Boccherini (dès 1773, la première publication italienne du musicien luquois), Naumann, Paisiello et Marescalchi lui-même, le plus souvent au format italien, c'est-à-dire oblong. La musique instrumentale était composée de sonates pour clavecin, symphonies d'opéra, ballets, duos, trios et quatuors ; alors que la musique vocale provenait des théâtres de Venise, mais aussi de Padoue, Modène, Milan, Naples, Florence et Monaco. La production, qui semble correspondre à la tendance européenne de l'époque, était écoulée à Florence et à l'étranger, notamment à Vienne dès 1773.
En 1775, il est à Lisbonne où est repris son Il tutore ingannato (créé à Venise, au Teatro San Samuele en 1774). Ses autres opéras et une trentaine de ballets sont écrits pour Venise, Plaisance et Rome.

### Naples
En novembre 1785, il obtient un privilège d'édition à Naples en partenariat avec son frère Francesco. La production commence l'année suivante, sous le nom de « Calcografia filarmonica ». D'abord établi près du convent de San Orsola jusqu'en 1799, il s'installe ensuite au 32 Vicola della Campana, près du Largo del Castello. Il use d'abord des revendeurs (lirairies Antonio Hermil et Giuseppe Maria Porcelli) avant d'avoir sa propre échoppe où il vent sa musique, des instruments de musique. Il gère également une bibliothèque de location sur le modèle allemand et une entreprise de copie musicale florissante entre 1794 et 1798.
Il publie de la musique instrumentale de Haydn et Pleyel et les premières éditions des duos violon et alto KV. 423, sans doute la première œuvre de Mozart publiée en Italie. Il publie les partitions d'opéras de Bianchi, Cimarosa, Guglielmi, Paisiello, Paër et Sarti.
À partir de 1793 environ, la production d'impression de Marescalchi semblent diminuer, mais sa licence est renouvelée. Jusqu'au début 1799, les livrets d'opéras donnés à Naples, aux théâtres San Carlo et del Fondo, stipulent que la musique pouvait être obtenue chez lui. En juin 1799, sa maison et son imprimerie sont détruites lors d'émeutes et il est arrêté sur une fausse accusation, emprisonné et exilé : Marescalchi s'installe à Marseille, 5 rue Rouge, jusqu'en 1807 avec son fils Ettore. La destruction de son entreprise est peut-être due aux copistes napolitains dont les moyens de subsistance étaient gravement amputés avec son privilège d'édition : les copistes avaient pétitionné sans succès depuis longtemps contre lui.
Marescalchi avait la réputation d'être sans scrupules, comme de nombreux éditeurs de l'époque. En 1786, Il avait par exemple publié sans autorisation la musique d’Olimpiade de Paisiello, créée à Naples la même année. Toutefois sa réputation de faussaire est probablement infondée. L'accusation est répétée dans plusieurs livres de référence : il aurait publié ses propres œuvres sous le nom de Boccherini, notamment les six trios pour deux violons et violoncelle op. 7 (catalogue Gérard, 125-130). Non seulement ceux-ci sont susceptibles d'être des œuvres authentiques de Boccherini, mais en outre Marescalchi ne les a jamais publiés lui-même : ils sont gravés uniquement à Paris et à Londres.

## Œuvres

### Opéras
- Il proseguimento del chiarlone, (Madrid, hiver 1765) sur un livret de G. Fiorini.
- Il tutore ingannato (Venise, Teatro San Samuele, carnaval 1774)
- Alessandro nell’Indie (Venise, Teatro San Benedetto, 27 mai 1778) sur un livret de Pietro Metastasio.
- I disertori felici, (Plaisance, Théâtre Ducal 1784)
- Andromeda e Perseo, (Rome, Teatro Argentina, 1784)
- Il vaticinio di Nereo, (Palerme, Real Palazzo) sur un livret de B. Scaglia.

### Ballets
- Oreste, o sia La morte di Clitemnestra (Venise, Teatro San Samuele, carnaval 1776) sur un argument d'Onorato Viganò.
- I petits maîtres burlati (Venise, Teatro San Samuele, carnaval 1776) argument de Viganò.
- La pastorella liberata (Venise, Teatro San Moisè, carnaval 1777) argument de G. Banti.
- Il Meleagro (Florence, Intrepidi, aut. 1779) argument de Viganò.
- Diana e Endimione (Rome, Teatro Argentina, carnaval 1780) argument de Viganò.
- La pastorella impertinente (Rome, Teatro Argentina, carnaval 1780) argument de Viganò.
- Gli avvenimenti campestri (Rome 1780) argument de Viganò.
- La caccia di Enrico IV (Rome 1780) argument de Viganò.
- Rinaldo ed Armida (Rome 1780) argument de Viganò.
- Li sposi ridicoli delusi per virtu' magica (Rome 1780) argument de Viganò.
- La favola d’Aci e Galatea (Rome, Teatro Argentina, carnaval 1780) argument de Viganò.
- Las Parejas, o siano Le quadriglie del real torneo (Naples 1781).
- Didone abbandonata (Naples, Teatro San Carlo, 20 janvier 1781)  argument de C. Le Picq.
- Ninias, tiranno di Babilonia punito da Zoroastro, o sia Piramo e Tisbe (Venise, Teatro San Samuele, 1781) argument de Viganò.
- Li sposi ridicoli burlati (Venise, Teatro San Samuele, 1781) argument de Viganò.
- Filemon e Bosis ((Venise, Teatro San Moisè 1782) argument de J. Favier.
- Minosse re di Creta, o sia La fuga d’Arianna e di Fedra  ((Venise, Teatro San Samuele, 1782) argument de Viganò.
- I panduri assediati ((Venise, Teatro San Samuele, carnaval 1783) argument de Viganò.
- La capanna incantata (Rome, Teatro Argentina, carnaval 1783) argument de Viganò.
- La dolce vendetta (Rome, Teatro Argentina, carnaval 1783) argument de Viganò.
- Il rè dei ciarlatani (Rome, Teatro Argentina, carnaval 1783) argument de Viganò..
- La contadina burlata (Pavie, 1783) argument de E. Luzzi.
- Li disertori fortunati (Pavie, 1783) argument de E. Luzzi.
- Andromaca in Epiro (Rome, Teatro Argentina, carnaval 1784) argument de Viganò.
- Ballo cinese (Rome, Teatro Argentina, carnaval 1784) argument de Viganò.
- Il convitato di pietra (Rome, Teatro Argentina, carnaval 1784) argument de Viganò.
- La capanna incantata (Cremone, carnaval 1785) argument de L. Corticelli.
- Eugenia abbandonata, o Il servo moro  (Cremone, 1785) argument de E. Luzzi.
- Una festa villereccia (Mantoue, 1785) argument de F. Beretti.
- Giulietta e Romeo, fatto patrio Veronese (Mantoue, 1785) argument de F. Beretti.
- Il giocatore (Parme, 1785) argument de E. Luzzi.
- La scoperta del tradimento dei cosacchi (Parme, 1785) argument de E. Luzzi.
- Il primo giorno d’anno della China (Padoue, Fiera 1785) argument de D. Rossi.
- Achille in Sciro (Rome, Teatro Argentina, carnaval 1787) argument de Viganò.
- Il disertor riconosciuto (Trévise, 1788) argument de Viganò.
- Le rivoluzioni del serraglio (Naples, teatro San Carlo, 30 mai 1788) argument de S. Gallet.
- Arianna abbandonata (Crémone, carnaval 1792) argument de L. Gori.
- Armida abbandonata (Pergame, Fiera 1793) argument de Viganò.
- La morte d’Egisto, o Le furie d’Oreste (Venise, La Fenice, Ascension 1794) argument de Viganò.